# Hingoli (distrikt)

Distriktets läge i Maharashtra.

Hingoli är ett distrikt i delstaten Maharashtra i västra Indien. Befolkningen uppgick till 987 160 invånare vid folkräkningen 2001, på en yta av 4 524 kvadratkilometer. Den administrativa huvudorten är Hingoli. 

## Administrativ indelning
Distriktets är indelat i fem tehsil (en kommunliknande enhet):
- Aundha
- Basmath
- Hingoli
- Kalamnuri
- Sengaon

## Städer
Distriktets städer är Hingoli, distriktets huvudort, samt:
- Babhulgaon, Basmath samt Kalamnuri